# یواس‌سی‌جی‌سی کسکو (دبلیوای‌وی‌پی-۳۷۰)
یواس‌سی‌جی‌سی کسکو (دبلیوای‌وی‌پی-۳۷۰) (به انگلیسی: USCGC Casco (WAVP-370)) یک کشتی بود. این کشتی در سال ۱۹۴۱ ساخته شد.